# Financière Agache
Pour les articles homonymes, voir Agache.
Financière Agache est une société holding contrôlée par la société Agache SCA. L'entreprise exerce l'essentiel de son activité dans le domaine du luxe par l'intermédiaire de sa participation de 97,5 % dans la holding Christian Dior SE, maison-mère de LVMH et anciennement Christian Dior Couture.

## Historique
Financière Agache est une émanation de l'empire industriel formé par les entreprises acquises au cours des années 1960 par les Frères Willot fusionnant en 1967 avec l'entreprise de filature de lin Agache qui possédait plusieurs usines à la périphérie de l'agglomération lilloise pour constituer la Société financière et foncière Agache-Willot. Cette société  absorbe plusieurs entreprises, notamment Boussac. À l'origine, Bernard Arnault était propriétaire d'une partie de cette holding par l'intermédiaire de Férinel. L'imbrication des entreprises  reprises par les frères Willot, les multiples dissolutions, rachats, prises de participations constituent le point de départ de la Holding Agache-Willot.
De 1978 à 1989, la disparition du groupe Boussac, et la reprise de  la Société foncière et financière Agache-Willot alimentent un feuilleton à rebondissements.  En 1984, Bernard Arnault rachète une partie de cette holding renommée Financière Agache. L'accord définitif est conclu en 1989, avec l'appui du ministre des Finances, Laurent Fabius. La holding Financière Agache se diversifie dans différents secteurs, mais principalement dans le luxe avec Louis Vuitton Moët Hennessy,, s'ajoutant à Christian Dior Couture, qui était détenue par Boussac, et à la nouvelle maison de haute couture Christian Lacroix créée en 1987.

### Sites externes
- Site officiel